# Evolve (álbum de Imagine Dragons)
«Evolve» (Estilizado en mayúsculas cómo «ƎVOLVE», en español: «Evolucionar») es el tercer álbum de estudio de la banda estadounidense de pop rock Imagine Dragons, lanzado el 23 de junio de 2017 por medio de KIDinaKORNER e Interscope Records. Fue producido por Alex Da Kid y precedido por tres sencillos: «Believer», «Whatever It Takes» y «Thunder».

## Antecedentes
En febrero de 2016, tras el éxito de su segundo álbum, «Smoke + Mirrors» y una gira mundial de diez meses, los miembros de Imagine Dragons se comprometieron a tomarse un tiempo libre de la banda. En una entrevista con Billboard, el vocalista Dan Reynolds declaró que el grupo estaría en descanso durante el resto del año, explicando: "Nosotros [Imagine Dragons] no hemos parado, como, en seis años, así que nos vemos forzado a tomar al menos un año de descanso". A lo largo de 2016, la banda contribuyó en canciones a las bandas sonoras de Yo Antes de Ti, Escuadrón Suicida y Pasajeros, además de tocar en varios shows.
Imagine Dragons comenzó a preparar su tercer álbum el 13 de septiembre de 2016, con una foto del guitarrista Wayne Sermon en el estudio de grabación de la banda. La banda continuó tuiteando mensajes crípticos durante el lapso de los próximos cuatro meses. El 24 de enero de 2017, la banda tuiteó "goodnight +" ("buenas noches, +"), poniendo fin a la era «Smoke + Mirrors» y comenzando la era para su próximo álbum.

## Composición
Dan Reynolds había dicho que el álbum, en comparación con «Night Visions» y «Smoke + Mirrors»: "Es una evolución para Imagine Dragons". El sonido del álbum ha sido descrito como pop rock, electrónico, pop y EDM, mientras contiene elementos de R&B y hip hop.

## Promoción
En los meses previos al lanzamiento del álbum, Imagine Dragons usó el título "ƎE" en múltiples publicaciones de medios sociales. El grupo anunció el título de su tercer álbum el 9 de mayo y comenzó el pre-ordenación del álbum junto con el lanzamiento de «Whatever It Takes» a las 9 p. m.
La edición deluxe del álbum fue lanzada meses después de la publicación de la versión estándar, pero únicamente estuvo disponible en formato CD. Esta fue llamada «Evolve (Intl Deluxe)», el cual incluye tres bonus tracks: «Levitate» del soundtrack de la película Passengers, «Not Today» de la película Yo Antes de Ti, así como un remix de «Believer» realizado por Kaskade. La edición japonesa incluye el sencillo «Roots», con un total de 15 canciones.

### Sencillos
A partir del 28 de enero, la banda tweitteó una serie de cuatro videos para promocionar el primer sencillo del álbum del álbum. Los videos en forma de time-lapse mostraban al cantante principal Dan Reynolds que dibujaba imágenes surrealistas en un cuaderno de dibujos. El código morse que estaba oculto en los videos se traducían como "objetos del mismo color".
El 1 de febrero, Imagine Dragons lanzó «Believer» como el sencillo principal del álbum. Para promocionar la canción, «Believer» fue utilizado en un comercial del Super Bowl para la Nintendo Switch. La canción ha alcanzado su punto máximo en el número 15 en el Billboard Hot 100. Su video musical es protagonizado por el actor Dolph Lundgren y fue lanzado el 7 de marzo.
El 28 de abril, «Thunder» fue lanzado como el segundo sencillo del álbum. El video musical fue filmado en Dubái y dirigido por Joseph Kahn, y fue lanzado el 2 de mayo.
El 8 de mayo, «Whatever It Takes» fue lanzado como el tercer sencillo del álbum; alcanzó el puesto número 12 en el Billboard Hot 100 y fue lanzado inicialmente como el primer sencillo promocional del álbum.
El 15 de junio, «Walking The Wire» fue lanzado como un sencillo promocional del álbum.
El 21 de febrero, «Next To Me» fue lanzado como el cuarto sencillo del álbum, siendo incluida en el relanzamiento digital del álbum y reemplazó a «I Don't Know Why» como la canción de apertura.

### Tour
El 9 de mayo de 2017, la banda anunció en Twitter el «Evolve World Tour», que comenzó el 26 de septiembre de 2017 en Phoenix, Arizona y terminó el 18 de noviembre de 2018 en la Ciudad de México. La gira fue producida por Live Nation, y tuvo a Grouplove y K.Flay como invitados especiales.

## Lista de canciones
| Evolve: Edición Estándar |                          |          |  |
| N.º                      | Título                   | Duración |  |
| 1.                       | «I Don’t Know Why»       | 3:10     |  |
| 2.                       | «Whatever It Takes»      | 3:21     |  |
| 3.                       | «Believer»               | 3:24     |  |
| 4.                       | «Walking The Wire»       | 3:52     |  |
| 5.                       | «Rise Up»                | 3:51     |  |
| 6.                       | «I’ll Make It Up To You» | 4:22     |  |
| 7.                       | «Yesterday»              | 3:25     |  |
| 8.                       | «Mouth Of The River»     | 3:41     |  |
| 9.                       | «Thunder»                | 3:07     |  |
| 10.                      | «Start Over»             | 3:06     |  |
| 11.                      | «Dancing In The Dark»    | 3:53     |  |
| 39:12                    |                          |          |  |

### Lanzamientos Múltiples

#### CD
| Evolve: Edición Intl Deluxe |                                                            |          |  |
| N.º                         | Título                                                     | Duración |  |
| 12.                         | «Levitate» (From The Original Motion Picture “Passengers”) | 3:18     |  |
| 13.                         | «Not Today»                                                | 4:21     |  |
| 14.                         | «Believer» (Kaskade Remix)                                 | 3:10     |  |
| 50:01                       |                                                            |          |  |

| Evolve: Edición Japonesa |         |          |  |
| N.º                      | Título  | Duración |  |
| 15.                      | «Roots» | 2:54     |  |
| 52:55                    |         |          |  |

#### Digital
| Evolve: Relanzamiento Digital |                          |          |  |
| N.º                           | Título                   | Duración |  |
| 1.                            | «Next To Me»             | 3:50     |  |
| 2.                            | «I Don’t Know Why»       | 3:10     |  |
| 3.                            | «Whatever It Takes»      | 3:21     |  |
| 4.                            | «Believer»               | 3:24     |  |
| 5.                            | «Walking The Wire»       | 3:52     |  |
| 6.                            | «Rise Up»                | 3:51     |  |
| 7.                            | «I’ll Make It Up To You» | 4:22     |  |
| 8.                            | «Yesterday»              | 3:25     |  |
| 9.                            | «Mouth Of The River»     | 3:41     |  |
| 10.                           | «Thunder»                | 3:07     |  |
| 11.                           | «Start Over»             | 3:06     |  |
| 12.                           | «Dancing In The Dark»    | 3:53     |  |
| 43:02                         |                          |          |  |

#### Vinilo
Evolve: Edición en Vinilo
| Lado A |                          |          |  |
| N.º    | Título                   | Duración |  |
| 1.     | «I Don’t Know Why»       | 3:10     |  |
| 2.     | «Whatever It Takes»      | 3:21     |  |
| 3.     | «Believer»               | 3:24     |  |
| 4.     | «Walking The Wire»       | 3:52     |  |
| 5.     | «Rise Up»                | 3:51     |  |
| 6.     | «I’ll Make It Up To You» | 4:22     |  |
| 22:00  |                          |          |  |

| Lado B |                       |          |  |
| N.º    | Título                | Duración |  |
| 7.     | «Yesterday»           | 3:25     |  |
| 8.     | «Mouth Of The River»  | 3:41     |  |
| 9.     | «Thunder»             | 3:07     |  |
| 10.    | «Start Over»          | 3:06     |  |
| 11.    | «Dancing In The Dark» | 3:53     |  |
| 17:12  |                       |          |  |

## Créditos
Adaptado del booklet de «Evolve». Todas las canciones son interpretadas por Imagine Dragons.
Next To Me
- Escrito por Dan Reynolds, Wayne Sermon, Ben McKee, Daniel Platzman, Alexander Grant para KIDinaKORNER.
- Publicado por Imagine Dragons Publishing (BMI) / Universal/KIDinaKORNER, KIDinaKORNER / Universal, Inc. (BMI) o/b/o Alexander Grant.
- Producido por Alex Da Kid para KIDinaKORNER.
- Mezclado por Manny Marroquin en “Larrabee Studios” (North Hollywood, California).
- Masterizado por Randy Merrill en “Sterling Sound” (Nueva York).

℗ 2018 KIDinaKORNER/Interscope Records
I Don’t Know Why
- Escrito por Dan Reynolds, Wayne Sermon, Ben McKee, Daniel Platzman, Robin Fredriksson, Mattias Larsson, Justin Tranter.
- Producido por Mattman & Robin para Wolf Cousins Productions.
- Publicado por Imagine Dragons Publishing (BMI) / Universal/KIDinaKORNER, Wolf Cousins/Warner Chappell Music Scandinavia (STIM), Justin’s School for Girls (BMI) WARNER-TAMERLANE PUBLISHING CORP.
- Grabado en “Wolf Cousins Studios” (Estocolmo, Suecia) y “Ragged Insomnia Studio” (Las Vegas, Nevada).
- Ingeniería por Mattman & Robin.
- Mezclado por Serban Ghenea.
- Ingeniería de Mezcla por John Hanes.
- Mezclado en “MixStar Studios” (Virginia Beach, VA).
- Masterizado por Randy Merrill en “Sterling Sound” (Nueva York).

℗ 2017 KIDinaKORNER/Interscope Records
Whatever It Takes
- Escrito por Dan Reynolds, Wayne Sermon, Ben McKee, Daniel Platzman, Joel Little.
- Publicado por Imagine Dragons Publishing (BMI) / Universal/KIDinaKORNER, Joel Little (APRA) - EMI Blackwood Music Inc. (BMI).
- Producido y Grabado por Joel Little en “Golden Age” (Los Ángeles, California).
- Grabación Adicional en “Ragged Insomnia Studio” (Las Vegas, Nevada).
- Mezclado por Serban Ghenea.
- Ingeniería de Mezcla por John Hanes.
- Mezclado en “MixStar Studios” (Virginia Beach, VA).
- Masterizado por Randy Merrill en “Sterling Sound” (Nueva York).

℗ 2017 KIDinaKORNER/Interscope Records
Believer
- Escrito por Dan Reynolds, Wayne Sermon, Ben McKee, Daniel Platzman, Robin Fredriksson, Mattias Larsson, Justin Tranter.
- Producido por Mattman & Robin para Wolf Cousins Productions.
- Publicado por Imagine Dragons Publishing (BMI) / Universal/KIDinaKORNER, Ma-Jay Publishing/Wolf Cousins/Warner Chappell Music Scandinavia (STIM), Justin’s School for Girls (BMI) WARNER-TAMERLANE PUBLISHING CORP.
- Grabado en “Wolf Cousins Studios” (Estocolmo, Suecia) y “Ragged Insomnia Studio” (Las Vegas, Nevada).
- Ingeniería por Mattman & Robin.
- Mezclado por Serban Ghenea.
- Ingeniería de Mezcla por John Hanes.
- Mezclado en “MixStar Studios” (Virginia Beach, VA).
- Masterizado por Tom Coyne en “Sterling Sound” (Nueva York).

℗ 2017 KIDinaKORNER/Interscope Records
Walking The Wire
- Escrito por Dan Reynolds, Wayne Sermon, Ben McKee, Daniel Platzman, Robin Fredriksson, Mattias Larsson, Justin Tranter.
- Producido por Mattman & Robin para Wolf Cousins Productions.
- Publicado por Imagine Dragons Publishing (BMI) / Universal/KIDinaKORNER, Ma-Jay Publishing/Wolf Cousins/Warner Chappell Music Scandinavia (STIM), Justin’s School for Girls (BMI) WARNER-TAMERLANE PUBLISHING CORP.
- Grabado en “Wolf Cousins Studios” (Estocolmo, Suecia) y “Ragged Insomnia Studio” (Las Vegas, Nevada).
- Ingeniería por Mattman & Robin.
- Mezclado por Serban Ghenea.
- Ingeniería de Mezcla por John Hanes.
- Mezclado en “MixStar Studios” (Virginia Beach, VA).
- Masterizado por Randy Merrill en “Sterling Sound” (Nueva York).

℗ 2017 KIDinaKORNER/Interscope Records
Rise Up
- Escrito por Dan Reynolds, Wayne Sermon, Ben McKee, Daniel Platzman, John Hill.
- Producido por John Hill.
- Publicado por Imagine Dragons Publishing (BMI) / Universal/KIDinaKORNER, Rodeoman Music (GMR)/ EMI April Music.
- Grabado en “Rodeo Recording” (Santa Mónica, California) y “Ragged Insomnia Studio” (Las Vegas, Nevada).
- Ingeniería por Rob Cohen.
- Mezclado por Serban Ghenea.
- Ingeniería de Mezcla por John Hanes.
- Mezclado en “MixStar Studios” (Virginia Beach, VA).
- Masterizado por Randy Merrill en “Sterling Sound” (Nueva York).

℗ 2017 KIDinaKORNER/Interscope Records
I’ll Make It Up To You
- Escrito por Dan Reynolds, Wayne Sermon, Ben McKee, Daniel Platzman, Tim Randolph.
- Producido por Tim Randolph.
- Publicado por Imagine Dragons Publishing (BMI) / Universal/KIDinaKORNER, Vari Mu (BMI).
- Grabado en “Ragged Insomnia Studio” (Las Vegas, Nevada) y “Sargent Recorders” (Los Ángeles, California).
- Ingeniería por Tim Randolph y Dave Cerminara.
- Mezclado por Serban Ghenea.
- Ingeniería de Mezcla por John Hanes.
- Mezclado en “MixStar Studios” (Virginia Beach, VA).
- Masterizado por Randy Merrill en “Sterling Sound” (Nueva York).

℗ 2017 KIDinaKORNER/Interscope Records
Yesterday
- Escrito por Dan Reynolds, Wayne Sermon, Ben McKee, Daniel Platzman, Alexander Grant para KIDinaKORNER y Jayson DeZuzio para KIDinaKORNER.
- Publicado por Imagine Dragons Publishing (BMI) / Universal/KIDinaKORNER, KIDinaKORNER / Universal, Inc. (BMI) o/b/o Alexander Grant, y Have a Nice Jay for KIDinaKORNER/Universal, Songs of Universal, Inc. (ASCAP).
- Producido por Alex Da Kid para KIDinaKORNER y Jayson DeZuzio para KIDinaKORNER.
- Programación por Alex Da Kid para KIDinaKORNER.
- Grabado en “Capitol Studios” (Los Ángeles, California) y “Ragged Insomnia Studio” (Las Vegas, Nevada).
- Ingeniería por Travis Ference para KIDinaKORNER en “Capitol Studios” (Los Ángeles, California).
- Mezclado por Manny Marroquin en “Larrabee Studios” (North Hollywood, California).
- Masterizado por Randy Merrill en “Sterling Sound” (Nueva York).

℗ 2017 KIDinaKORNER/Interscope Records
Mouth Of The River
- Escrito por Dan Reynolds, Wayne Sermon, Ben McKee, Daniel Platzman, Tim Randolph.
- Producido por Tim Randolph.
- Publicado por Imagine Dragons Publishing (BMI) / Universal/KIDinaKORNER, Vari Mu (BMI).
- Grabado en “Ragged Insomnia Studio” (Las Vegas, Nevada) y “Sargent Recorders” (Los Ángeles, California).
- Ingeniería por Tim Randolph y Dave Cerminara.
- Mezclado por Serban Ghenea.
- Ingeniería de Mezcla por John Hanes.
- Mezclado en “MixStar Studios” (Virginia Beach, VA).
- Masterizado por Randy Merrill en “Sterling Sound” (Nueva York).

℗ 2017 KIDinaKORNER/Interscope Records
Thunder
- Escrito por Dan Reynolds, Wayne Sermon, Ben McKee, Daniel Platzman, Alexander Grant para KIDinaKORNER y Jayson DeZuzio para KIDinaKORNER.
- Publicado por Imagine Dragons Publishing (BMI) / Universal/KIDinaKORNER, KIDinaKORNER / Universal, Inc. (BMI) o/b/o Alexander Grant, y Have a Nice Jay for KIDinaKORNER/Universal, Songs of Universal, Inc. (ASCAP).
- Producido por Alex Da Kid para KIDinaKORNER y Jayson DeZuzio para KIDinaKORNER.
- Programación por Alex Da Kid para KIDinaKORNER.
- Grabado en “Capitol Studios” (Los Ángeles, California).
- Ingeniería por Travis Ference para KIDinaKORNER en “Capitol Studios” (Los Ángeles, California).
- Mezclado por Manny Marroquin en “Larrabee Studios” (North Hollywood, California).
- Masterizado por Randy Merrill en “Sterling Sound” (Nueva York).

℗ 2017 KIDinaKORNER/Interscope Records
Start Over
- Escrito por Dan Reynolds, Wayne Sermon, Ben McKee, Daniel Platzman, Robin Fredriksson, Mattias Larsson, Justin Tranter.
- Producido por Mattman & Robin para Wolf Cousins Productions.
- Publicado por Imagine Dragons Publishing (BMI) / Universal/KIDinaKORNER, Ma-Jay Publishing/Wolf Cousins/Warner Chappell Music Scandinavia (STIM), Justin’s School for Girls (BMI) WARNER-TAMERLANE PUBLISHING CORP.
- Grabado en “Wolf Cousins Studios” (Estocolmo, Suecia) y “Ragged Insomnia Studio” (Las Vegas, Nevada).
- Ingeniería por Mattman & Robin.
- Mezclado por Serban Ghenea.
- Ingeniería de Mezcla por John Hanes.
- Mezclado en “MixStar Studios” (Virginia Beach, VA).
- Masterizado por Randy Merrill en “Sterling Sound” (Nueva York).

℗ 2017 KIDinaKORNER/Interscope Records
Dancing In The Dark
- Escrito por Dan Reynolds, Wayne Sermon, Ben McKee, Daniel Platzman, Alexander Grant para KIDinaKORNER.
- Publicado por Imagine Dragons Publishing (BMI) / Universal/KIDinaKORNER, KIDinaKORNER / Universal, Inc. (BMI) o/b/o Alexander Grant.
- Producido por Alex Da Kid para KIDinaKORNER.
- Programación por Alex Da Kid para KIDinaKORNER.
- Grabado en “Capitol Studios” (Los Ángeles, California) y “Ragged Insomnia Studio” (Las Vegas, Nevada).
- Ingeniería por Travis Ference para KIDinaKORNER en “Capitol Studios” (Los Ángeles, California).
- Mezclado por Manny Marroquin en “Larrabee Studios” (North Hollywood, California).
- Masterizado por Randy Merrill en “Sterling Sound” (Nueva York).

℗ 2017 KIDinaKORNER/Interscope Records
Evolve: Edición Intl Deluxe
Levitate
- Escrito por Dan Reynolds, Wayne Sermon, Ben McKee, Daniel Platzman, Tim Randolph.
- Publicado por Imagine Dragons Publishing (BMI) / Universal/KIDinaKORNER, Vari Mu (BMI).
- Producido por Tim Randolph.
- Mezclado por Serban Ghenea.
- Mezclado en “MixStar Studios” (Virginia Beach, VA).
- Ingeniería de Mezcla por John Hanes.
- Masterizado por Tom Coyne en “Sterling Sound” (Nueva York).

From The Original Motion Picture “Passengers”.
℗ 2016 KIDinaKORNER/Interscope Records
Not Today
- Escrito por Dan Reynolds, Wayne Sermon, Ben McKee, Daniel Platzman, Michael Daly.
- Publicado por Universal/KIDinaKORNER, Songs of Universal, Inc. (BMI) o/b/o Alexander Grant, Songs Music Publishing, LLC o/b/o Songs MP (BMI), S. Nelson Harris (BMI) / Noah Feldshuh Music (BMI) / Stoned and Funky Publishing (BMI) y Crean Publishing (BMI).
- Producido por Imagine Dragons.
- Mezclado por Robert Orton en “Hot Rock Studios”.
- Cuerdas Grabadas en “Abbey Road Studios” (Londres, Reino Unido).

℗ 2016 KIDinaKORNER/Interscope Records
Believer (Kaskade Remix)
- Remezclado por Kaskade.

℗ 2017 KIDinaKORNER/Interscope Records
 Evolve: Edición Japonesa
Roots
- Escrito por Dan Reynolds, Wayne Sermon, Ben McKee, Daniel Platzman y Alexander Grant.
- Producido por Alex Da Kid para KIDinaKORNER.
- Publicado por Universal/KIDinaKORNER, Songs of Universal, Inc. (BMI) o/b/o Alexander Grant.
- Mezclado por Manny Marroquin en “Larrabee Studios” (North Hollywood, California).
- Asistentes de Mezclas: Chris Galland e Ike Schulz.
- Masterizado por Joe LaPorta en “Sterling Sound” (Nueva York).

℗ 2015 KIDinaKORNER/Interscope Records
Imagine Dragons
- Dan Reynolds: Voz (en todas las canciones).
- Wayne Sermon: Guitarra (en todas las canciones).
- Ben McKee: Bajo (en todas las canciones).
- Daniel Platzman: Batería (en todas las canciones).

Producción y Diseño
- Productor Ejecutivo: Alex Da Kid para KIDinaKORNER.
- Arte y Diseño: Beeple.
- Plano de Diseño: Dina Havsepian.
- Fotografía: Eliot Lee Hazel.

## Posicionamiento en lista
| Lista (2017)                        | Posiciones |
| ----------------------------------- | ---------- |
| Australia (ARIA)                    | 4          |
| Austria (Ö3 Austria)                | 2          |
| Bélgica (Ultratop flamenca)         | 6          |
| Bélgica (Ultratop valona)           | 2          |
| Canadá (Billboard Canadian Albums)  | 1          |
| República Checa (ČNS IFPI)          | 1          |
| Dinamarca (Hitlisten)               | 6          |
| Países Bajos (Album Top 100)        | 2          |
| Finlandia (Suomen Virallinen Lista) | 1          |
| Francia (SNEP)                      | 3          |
| Hungría (MAHASZ)                    | 19         |
| Irlanda (IRMA)                      | 3          |
| Italia (FIMI)                       | 3          |
| México (AMPROFON)                   | 4          |
| Nueva Zelanda (Recorded Music NZ)   | 3          |
| Noruega (VG-lista)                  | 1          |
| Polonia (ZPAV)                      | 4          |
| Portugal (AFP)                      | 7          |
| Spanish Albums (PROMUSICAE)         | 3          |
| Suecia (Sverigetopplistan)          | 2          |
| Suiza (Schweizer Hitparade)         | 1          |
| Reino Unido (UK Albums Chart)       | 3          |
| Estados Unidos (Billboard 200)      | 2          |
| Estados Unidos (Top Rock Albums)    | 1          |

## Certificaciones
| Territorio     | Organismo certificador | Certificación | Ventas certificadas | Ref.   |
| -------------- | ---------------------- | ------------- | ------------------- | ------ |
| Austria        | IFPI                   | Platino       | 15 000              | [ 44 ] |
| Estados Unidos | RIAA                   | 3× Platino    | 3 000               | [ 45 ] |